# Cascadele de pe Athabasca

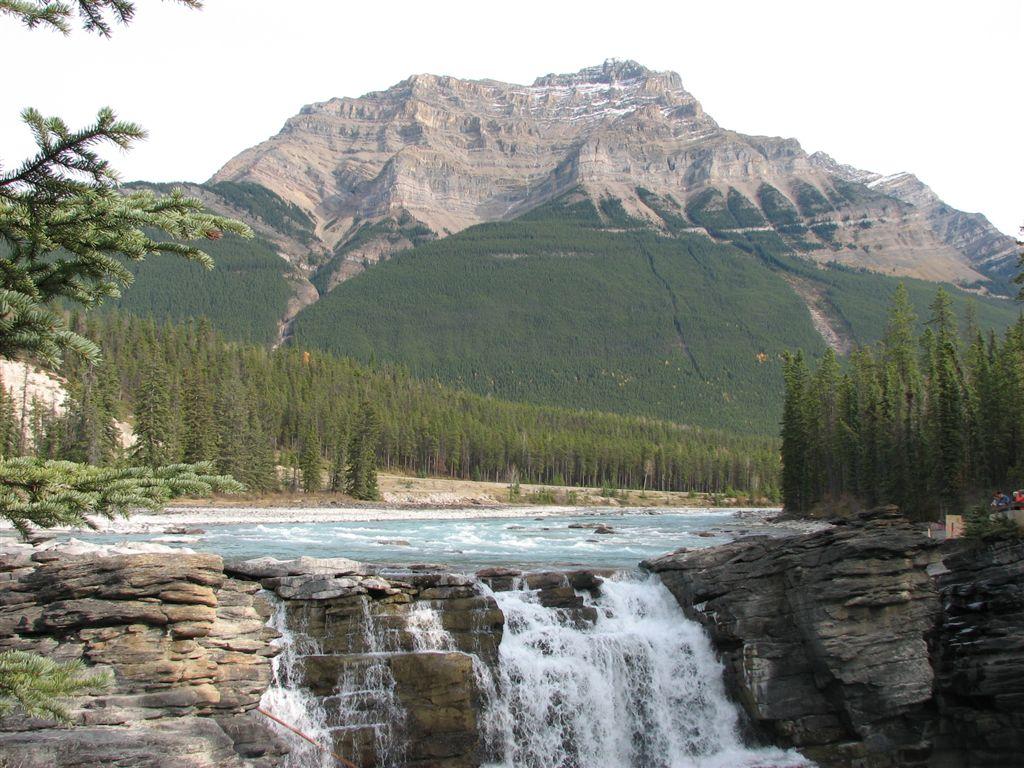
Cascadele de pe Athabasca

Cascadele de pe Athabasca (în engleză Athabasca Falls) sunt căderi de apă situate pe râul Athabasca care ating 23 de m înălțime. Ele sunt situate în Parcul Național Jasper, provincia Alberta, Canada în apropiere de șoseaua Icefields Parkway. Apa râului a săpat un canal într-un strat de cuarțit și calcar și se varsă într-un defileu îngust și scurt. Cascadele au devenit cunoscute datorită forței cu care apa se lovește de pereții defileului.